# Kundalinî yoga
Le kuṇḍalinī yoga tire son nom du terme sanskrit kuṇḍalinī qui désigne une « force psychique » qui serait présente en chaque être humain et qui évoluerait le long d'un canal principal (Suṣumṇā) situé dans la colonne vertébrale, au centre de la moelle épinière, depuis le sacrum jusqu'au sommet de la tête. Le terme est popularisé par Yogi Bhajan, qui a importé ce type de yoga aux États-Unis dans les années 1970. 
Le kuṇḍalinī yoga prétend viser à l'éveil de la conscience du soi par la maîtrise de cette énergie, la kuṇḍalinī, par la pratique d'āsana (posture), de prāṇāyāma (techniques de souffle), de bandha (fermetures, contractions) et la récitation de mantra.
Selon les adeptes des pratiques liées au kundalini yoga, l'éveil brutal ou mal accompagné de la kundalini peut engendrer des troubles psychiques tels que la psychose.

## Une brève histoire du kuṇḍalinī yoga

### Le kuṇḍalinī yoga en Inde
Le kuṇḍalinī yoga est l'une des 22 écoles de yoga. Celui-ci appartient à la tradition indienne non orthodoxe et est exposé dans la Yoga kuṇḍalinī upanishad qui fait partie du groupe des yoga upanishad. 
On l'a aussi appelé rāja yoga (même si désormais ce terme fait référence à une autre école yogique), soit qu'il ait été réservé à la noblesse, à l'élite (du sanskrit rāja pour "roi", "royal"), soit qu'il ait été considéré alors comme la "voie royale" vers l'épanouissement de la conscience[réf. nécessaire].
Dans la tradition yogique indienne[citation nécessaire], le kuṇḍalinī yoga est considéré comme une pratique puissante pour parvenir à l'extinction du cycle des existences successives (saṃsāra). Celle-ci est liée à la tradition tantrique, avec la réputation de donner accès à des pouvoirs occultes et surnaturels (ou siddhi). Le kuṇḍalinī yoga est associé aux sidhas (ou sâdhus) les plus expérimentés, et enseigné de façon confidentielle.

### Carl Gustav Jung et le kuṇḍalinī yoga
Le kuṇḍalinī yoga fut introduit en Europe par l'entremise de Carl Gustav Jung au cours de conférences qu'il donna sur ce sujet en 1932 au Club psychologique de Zurich, alors que la discipline était encore totalement inconnue en Occident. Cependant, cette découverte resta purement théorique et ne donna lieu à aucune pratique du Kundalinî-Yoga.

### Le kuṇḍalinī yoga en Occident
Les premiers rudiments d'enseignements publics du kuṇḍalinī yoga furent exposés par Vivekananda à l'occasion de  l'exposition de Chicago, aux États-Unis, qui eut lieu en 1892.
À partir de 1969, le kuṇḍalinī yoga fut enseigné aux États-Unis et en Europe par un maître de cette discipline, Yogi Bhajan. Préconisant notamment le kuṇḍalinī yoga pour aider les toxicomanes à sortir de la dépendance aux drogues (programme SuperHealth, fondé en 1973, qui vaudra à Yogi Bhajan une reconnaissance du Sénat américain), il diffusa son enseignement à travers le monde entier, pendant 35 ans, avec comme objectif de former des professeurs.
Le chercheur Philip Deslippe de l'Université de Californie, Santa Barbara, a montré comment Yogi Bhajan a inventé la notion de "lignée d'or" ("golden chain") pour trouver des origines anciennes aux pratiques qu'il a imaginées en s'inspirant des autres yoga posturaux contemporains. Selon Deslippe, « ce yoga était un bricolage (sic) créé par Yogi Bhajan lui-même et dérivé de deux personnalités principales : un enseignant de hatha yoga, nommé Swami Dhirendra Brahmachari et le sikh Maharaj Virsa Singh ».